# Tecovasaurus
Tecovasaurus là một chi động vật với rất ít thông tin được biết đến, sống vào thời kỳ Trias muộn.